# 费瑟奈姆核电站
费瑟奈姆核电站（法語：Centrale nucléaire de Fessenheim）位于法国东北部大東部大區上莱茵省的费瑟奈姆，距米卢斯市区东北15千米，距德法边界1.5千米，距瑞士约40千米。该核电站地处法國本土人口第十三稠密的大区与欧洲骨干的中心。自1996-97年超级凤凰号反应堆关闭之后，费瑟奈姆核电站成为了法国最老的尚在运行的核电站。费瑟奈姆核电站1号机组已于2020年2月关闭，2号机组于2020年6月29日关闭。